# Triembach-au-Val
Triembach-au-Val è un comune francese di 468 abitanti situato nel dipartimento del Basso Reno nella regione del Grand Est.

## Società

### Evoluzione demografica
Abitanti censiti